# Marcus Slaughter
Marcus Anthony Slaughter  (San Leandro, California, 18 de marzo de 1985) es un exjugador de baloncesto estadounidense

## Características
Se trata de un 5 de corta estatura, pero de unas cualidades físicas y atléticas de 1.º orden. Muy espectacular en su juego, es un gran reboteador e intimidador, mientras que en ataque no se complica la vida, anotando en las cercanías del aro.

## Trayectoria
Slaughter se formó en la universidad Estatal de San Diego y con experiencia en el baloncesto europeo después de militar en las ligas turca, donde destacó en la faceta reboteadora llegando a capturar 19 rebotes en dos ocasiones y fue elegido MVP del All-Star en Liga de Baloncesto de Turquía del 2007, liga israelí, liga alemana y liga francesa, de la que fue máximo reboteador en la temporada 2008-09 (9.5 reb/part). Promedió la temporada 2009-10, 12.5 puntos, 7.0 rebotes y 1.4 tapones en 23.6 minutos de juego en el SLUC Nancy.
En la temporada 2010-11 jugando en el CB Valladolid consiguió la clasificación para la Copa del Rey, logró además la consecución en el plano personal de la consideración de jugador más espectacular de la ACB 2010-11. La temporada siguiente jugaría en el Brose Baskets Bamberg, campeón alemán y participante en la Euroliga, volviendo así a la liga alemana, donde ya jugó en la temporada 2008-09 con el Bremerhaven.
En verano de 2012 ficha por el Real Madrid para reforzar su juego interior de cara a la temporada 2012/2013. Aunque su papel en el equipo merengue es muy secundario, su gran intensidad defensiva y espectacularidad hacen de él un jugador importante y querido por los aficionados. Durante su etapa madridista realiza un ritual consistente en dar un salto aprovechando su elasticidad, se toca la punta de los pies con las manos. Destacable es también su gran sintonía con la sección de fútbol del Real Madrid, de la que se declara seguidor, siendo testigo del partido de vuelta de la semifinal Bayern - Real Madrid que terminó con 0 a 4 para el equipo madrileño. Después de ganar 8 títulos con el Real Madrid en tres años, en verano de 2015 ficha por el Darüşşafaka S.K. de Turquía.

## Controversia por su pasaporte ecuatoguineano
Slaughter adquirió la ciudadanía ecuatoguineana en febrero de 2015, lo que lo habilitó a jugar sin restricciones de nacionalidad en países miembros de la Unión Europea gracias al Acuerdo de Cotonú. Sin embargo en mayo de ese año la prensa española denunció que había irregularidades en el pasaporte que poseía el atleta estadounidense, lo que derivó en una investigación y una denuncia por parte del FC Barcelona -principal damnificado del caso- contra Slaughter y el Real Madrid por falsificación de documentos públicos. El inicio del juicio se demoró hasta octubre de 2024, cuando finalmente un juez emitió una orden de detención contra el estadounidense.